# Матер Матута
Матер Матута, богиња сазревања, која је пред крај Републиканског периода поистовећена са грчком богињом Леукотејом. Први храм овој богињи посветио је Сервије Тулије. Налазио се на северној страни Форума боаријума,а уништен је 506. Године пре нове ере. Обновио га је Марко Фурије Камил 396.године пре нове ере.
Друго значајно место обожавања налазило се у регији Кампанија, ван модерне Капуе. Десетине ритуалних статуа које представљају matres maturae пронађене су у такозваном "фондо Паттурелли" (приватном поседу земљишта) током кампања ископавања у 19. вијеку. Огромна колекција њих налази се у музеју Кампано, Капуа.Пред крај Републике, у доба царства ово богиња је поштована као заштитница морнара бродова. Песници су је сматрали и богињом свитања.

## Матралије
Њен култ био је распрострањен по целој  Италији. Празник Матралије, светковина 11. jуна у част Матер Матуте, назначен је већ у најстаријем римском календару, а славиле су га удате жене у свом храму у Форуму Боариум. Богињи су приношени на жртву колачи печени у црепуљама, а матронре су држале у рукама децу својих сестара, у знак сећања на Инону Леукотеју. Робиње нису учествовале у светковини и ударцима су истериване из куће.
Према  Георгесу Думезилу, који је свуда покушавао да нађе паралеле са ведском религијом, култ Матута вратио се индоевропским обредима повезаним са поштовањем богиње јутарње зоре [7]. Протеривање роба требало би да значи протеривање ноћи таме, а жута торта - љубав богиње према Сунцу, сину њене сестре Ноћ